# Датчик нагрузки
Датчик нагрузки — это конвертер, который преобразовывает обычную механическую силу в электрические показания. Преобразование происходит в два этапа: вначале тело датчика деформируется под воздействием механической силы, потом тензорезистор преобразовывает эту силу в электрические сигналы.
Тензорезистор обычно состоит из четырёх сопротивлений, соединенных в мост Уитстона. На выходе электрический сигнал не мощнее нескольких милливольт, поэтому необходимо усилить сигнал с помощью соответствующего усилителя, чтобы этот сигнал можно было использовать в показаниях. Выходной сигнал преобразователя потом обрабатывается специальным алгоритмом, чтобы определить мощность, влияющую на датчик.

## Таблица характеристик датчиков нагрузки
| Тип датчика                             | Диапазон взвешивания       | Точность | Применения                                                                                             | Достоинства                                                                            | Недостатки                                                                              |
| Механические датчики нагрузки           |                            |          | |                                                                                        |                                                                                         |
| Гидравлические датчики нагрузки         | Примерно до 4,536 килотонн | 0,25 %   | Весы для жидкостей, бункерные весы, вагонные весы; возможно использование в опасной среде              | Выдерживает сильные нагрузки и не чувствителен к температурам любых диапазонов         | Очень дорогие и сложные                                                                 |
| Пневматические датчики нагрузки         | Широкий                    | Высокая  | Пищевая промышленность, возможно использование в опасной среде                                         | Внутренне безопасен, не содержит жидкостей                                             | Медленное реагирование на показания; нужен сухой и чистый воздух для точности показаний |
| Тензометрические датчики                |                            |          | |                                                                                        |                                                                                         |
| Кольцо на изгиб                         | 4,5 — 2200 кг              | 0,03 %   | Бункерные, платформенные весы                                                                          | Низкая стоимость, простота конструкции                                                 | Не имеют никакой оболочки, нуждаются в защите от внешнего воздействия                   |
| Балка на сдвиг                          | 4,5 — 2200 кг              | 0,03 %   | Платформенные весы, для взвешивания грузов со сдвинутым центром тяжести                                | Хорошая защита от внешнего воздействия                                                 |                                                                                         |
| «Канистры»                              | до 220 тонн                | 0,05 %   | Весы для жидкостей, автомобильные весы, путевые (железнодорожные) весы, бункерные весы                 | Легко справляется с динамическими грузами                                              | Нет защиты от горизонтальной нагрузки                                                   |
| Кольцо на изгиб                         | От 2 кг до 220 тонн        |          | Резервуары, контейнеры, весы                                                                           | Сделаны целиком из нержавеющей стали                                                   | Груз должен быть полностью статичным                                                    |
| Цилиндрический, одноточечный датчик     | 0-2200 кг 0-90 кг          | 1 %      | Маленькие, карманные весы                                                                              | Малый размер, низкая цена                                                              | Груз должен находиться прямо по центру датчика, не допускается движение груза           |
| Другие виды датчиков нагрузки           |                            |          | |                                                                                        |                                                                                         |
| Датчики нагрузки на спиральной основе   | 0-18 тонн                  | 0,2 %    | Используется в платформенных весах, в весах для вилочного погрузчика, в весах для поосного взвешивания | Хорошо справляется с изменениями оси груза, с перегрузкам и ударами                    |                                                                                         |
| Опто-волоконные датчики нагрузки        |                            | 0,1 %    | Кабели электрической трансмиссии                                                                       | Устойчивость к электромагнитным излучениям и высоким температурам; внутренне безопасен |                                                                                         |
| Датчик нагрузки на основе пьезоэлемента |                            | 0,03 %   | | Высокочувствительный уровень вывода                                                    | Высокая стоимость, нелинейный вывод                                                     |